# Евгений Шведский
О полководце XVIII в. см. Евгений Савойский
Принц Евгений Наполеон Николай (швед. Eugen Napoleon Nikolaus; 1 августа 1865, Дроттнингхольм — 17 августа 1947, Стокгольм), герцог Нерке — младший из четырёх сыновей шведского короля Оскара II и его жены Софии. С 1894 года — кавалер ордена Андрея Первозванного. С 21 января 1904 года — кавалер ордена Норвежского льва. Известен также как живописец, собиратель произведений искусства и меценат.

## Биография и творчество
Получив частное среднее образование, затем принц Евгений в 1885—1886 годах изучал живопись в Уппсале у Вильгельма фон Гегерфельда. После этого с 1887 по 1889 год учился в Париже у Леона Бонна, Альфреда Ролля, Анри Жерве, а также (короткое время) у Пьера Пюви де Шаванна.
Вернувшись в Швецию, посвятил себя исключительно пейзажной живописи. Большинство работ выполнено в стиле, близком к импрессионизму. На своих полотнах художник преимущественно запечатлел ландшафты Сёдерманланда, Стокгольма и озера Меларен, а также тех местностей, где проводил летний отдых, — Тюресё к югу от Стокгольма, Эргордена в Вестергётланде, а с 1930-х годов — Эстерлена в Сконе на юге Швеции.

Квастмакарбакен (Kvastmakarbacken), Музей принца Евгения, Вальдемарсудде

Принц Евгений известен не только как один из крупнейших шведских пейзажистов конца XIX — начала XX века, но и как мастер монументальной живописи. Так, он выполнил
фрески «Город на воде» (1917—1922) в ратуше Стокгольма, «Белая ночь» (1899) и «Лето» (1904) в школе Норра (англ. Norra Latin Grammar School) в Стокгольме, а также алтарь церкви в Кируне.
В 1899 году он купил парк и дворец Вальдемарсудде (швед. Waldemarsudde — Мыс Вальдемара) на острове Юргорден в Стокгольме, а в 1905 году построил там для себя по проекту архитектора Фердинанда Боберга загородную резиденцию в стиле модерн. Свои дом и коллекцию произведений искусства принц, который никогда не вступал в брак и не имел детей, завещал шведскому государству. В настоящее время это музей, где находится квартира принца и экспонируется обширная коллекция шведской живописи XIX и XX веков, включающая 3000 картин и графических произведений, в том числе работы самого Евгения Шведского.
Его произведения выставлены в ведущих художественных собраниях страны, в том числе в Национальном музее Швеции в Стокгольме и Гётеборгском художественном музее.
В 1945 году, в день восьмидесятилетия принца, была учреждена медаль Принца Евгения, которая вручается за высокие художественные достижения.

## Галерея

Принц Евгений за работой. Портрет кисти Оскара Бьёрка (1895)
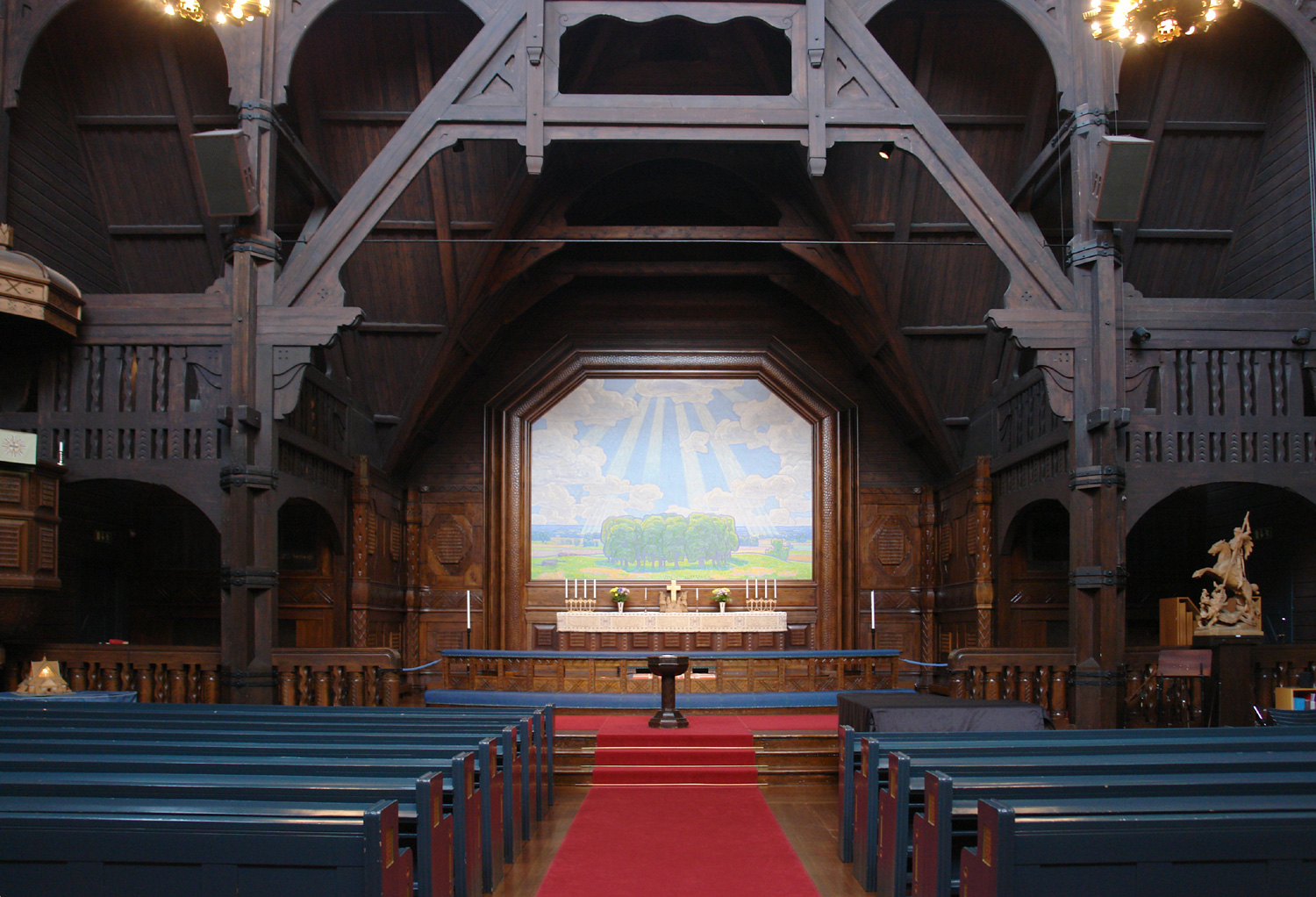
Алтарь церкви Кируны (2006)
Герб Евгения Шведского
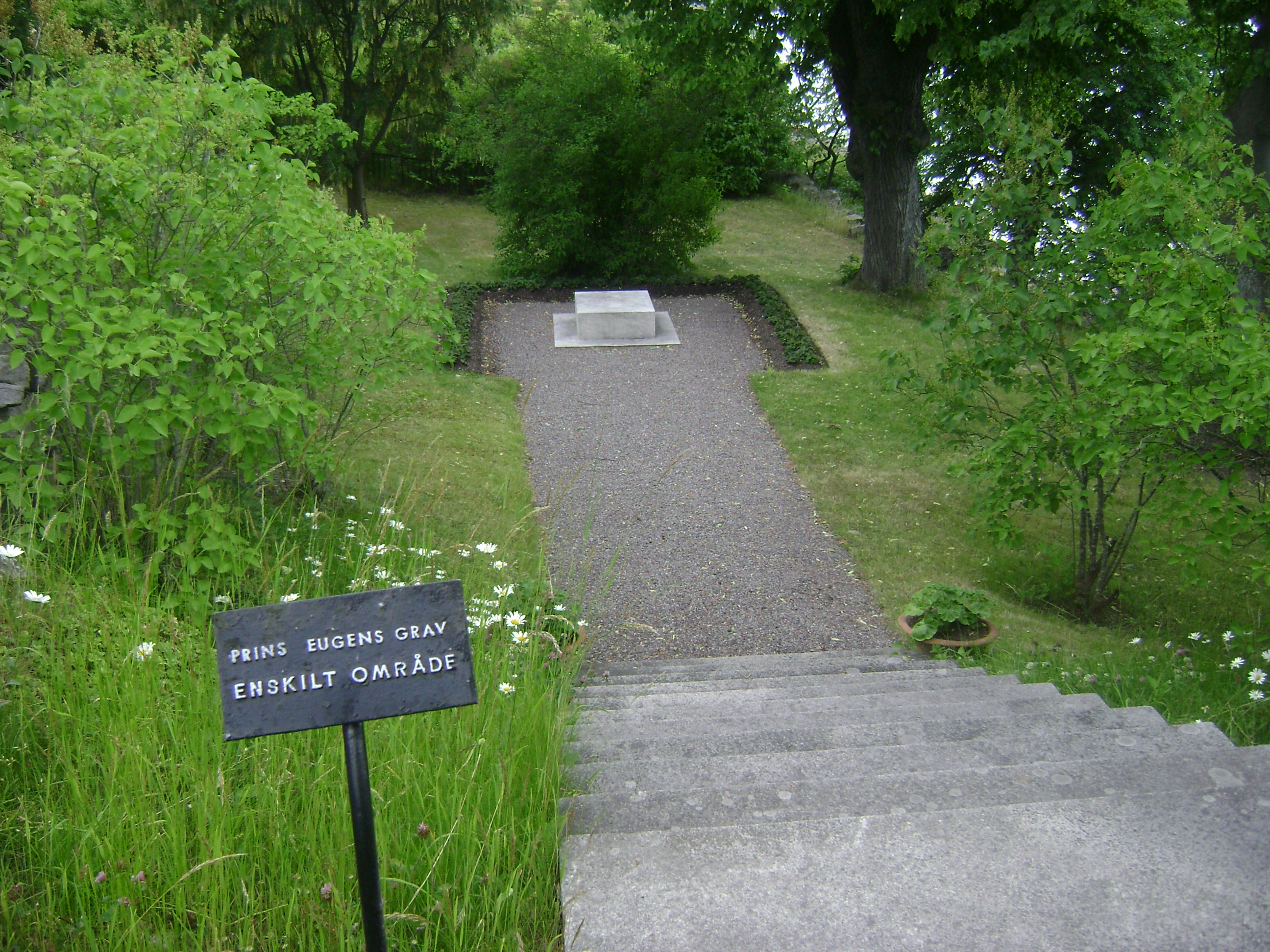
Могила принца Евгения (2010)